# Ирански риал
Иранският риал (на персийски: ریال ایران) е официалната валута в Иран от 1932 г. Нейният международен валутен код е IRR.
До паричната реформа през 1932 г. валутата на Иран се е наричала туман (1 туман = 10 крана, 1 кран = 1000 динара). Названието „туман“ (или томан) се използва като неофициална бройна единица за означаване на сума от 10 реала. Туманът е толкова вкоренен в иранската култура, че дори повечето онлайн магазини използват туман вместо риал за ценообразуване на своите продукти онлайн. Понастоящем повечето цени се посочват също в тумани.
На 31 юли 2019 г. правителството на Иран се съгласява с предложението на Централната банка за провеждане на парична реформа и въвеждане на мястото на риала на нова парична единица – туман, равен на 10 000 риала. Решението за провеждане на реформата ще влезе в сила след одобрението му от парламента на Иран.
На 4 май 2020 г. Ислямският консултативен съвет одобрява законопроекта за преименуване и деноминация на националната парична единица. Съгласно този документ, новата валута, въвеждана в обращение на територията на държавата, ще се нарича туман. При обмяната, на един туман ще съответстват 10 хил. риала. Преминаването вероятно ще бъде поетапно, за период до две години.

## Монети и банкноти

### Банкноти
Банкнотите в обращение са с номинал от 100, 200, 500, 1000, 2000, 5000, 10 000, 20 000 и 50 000 риала.

### Монети
Монетите са със стойности от 50, 100, 250, 500 и 1000.